# Фізика низьких температур (журнал)
«Фізика низьких температур» (часто, ФНТ) — щомісячний фізичний науковий журнал, що видається Фізико-технічним інститутом низьких температур імені Б. І. Вєркіна  починаючи із 1975 року та одночасно перевидається Американським інститутом фізики у виданні Low Temperature Physics англійською мовою.  Журнал публікується у друкованому вигляді та у вільному доступі на офіційному сайті, а також індексується провідними наукометричними базами Світу, в тому числі Scopus (Він має вищий на Україні і один з найвищих на всьому пострадянському просторі індекс цитованості серед наукових журналів).  16 травня 2016 року журнал знову включено до переліку фахових видань фізико-математичної галузі. Засновник і перший головний редактор журналу Борис Ієремійович Вєркін.

## Тематика та розділи
Тематика журналу простягається ширше за виключно низькотемпературну фізику та включає в себе, наприклад, високотемпературну надпровідність. Повний список розділів наведений нижче.
1. Квантові рідини та квантові кристали
2. Надпровідність, в тому числі високотемпературну
3. Конденсація Бозе — Ейнштейна
4. Низькотемпературний магнетизм
5. Електронні властивості провідних систем
6. Низькорозмірні та невпорядковані системи
7. Наноструктури за низьких температур
8. Квантові ефекти у напівпровідниках та діелектриках
9. Фізичні властивості кріокристалів
10. Динаміка кристалічної ґратки
11. Низькотемпературна оптична спектроскопія
12. Низькотемпературна фізика пластичності та міцності
13. Фізичні властивості нанобіосистем
14. Техніка та методи низькотемпературного експерименту

## Особливості публікації
Загалом, подача матеріалів до ФНТ не відрізняється від подачі до інших наукових видань, однак є декілька відмінностей, що пов'язані з особливостями законодавства України. Подача рукопису статті для розгляду редакційною колегією має відбуватись як в електронному, так і у друкованому вигляді. Крім того, редакції необхідні додаткова інформація щодо всіх авторів, договір про передачу авторського права, а також оригінальні підписи всіх співавторів.
Всі випуски журналу публікуються на офіційному сайті у вільному доступі. Крім того, видається і звичайний друкований варіант.
Публікації ФНТ перекладаються та видаються Американським інститутом фізики у виданні Low Temperature Physics англійською мовою. Статті, що були опубліковані англійською також перевидаються. На відміну від оригінальної версії, перевидання має DOI-індекс та доступне лише платно. Час на переклад та публікацію займає декілька місяців, а сторінки у двох виданнях не збігаються (на відміну від номера тому, випуску та місяця).
За перевидання статті у американському журналі, автори отримують роялті. Виплати починаються через 6 місяців після випуску останнього (дванадцятого) номера на рік і тривають не більше 3 років.
Оскільки кожна стаття видається двічі, у наукометричних базах вона теж може з'являтись як дві різних статті. Наприклад, Scopus індексує версії «Fizika Nizkikh Temperatur» та «Low Temperature Physics» як різні, що впливає на кількість цитувань та публікацій авторів.

## Випуски

### Спеціальні випуски
Починаючи із 1990 року, журнал публікує окрім звичайних ще й спеціальні випуски, присвячені ювілеям та пам'яті видатних фізиків, а також подіям у розвитку фізики. Крім того, публікуються спеціальні випуски для матеріалів конференцій чи семінарів. Кожна конференція може замовити спеціальний випуск у ФНТ, подавши заявку за 1 — 1.5 роки до бажаної дати публікації. 

### Видатні фізики, яким присвячені випуски
Видатні фізики наведені у порядку публікації випусків ФНТ на їх честь.
- Шубников Лев Васильович, Т.18, No1 (1992), Т.27, No 9/10 (2001)
- Манжелій Вадим Григорович, Т.19, No 5 (1993), Т.29, No 5 (2003)
- Капиця Петро Леонідович, Т.20, No 7 (1994)
- Лазарєв Борис Георгійович, Т.22, No 8 (1996), Т.32, No 8/9 (2006)
- Ліфшиць Ілля Михайлович, Т.23, No 1 (1997), Т.43, No 1,2 (2017)
- Есельсон Борис Наумович, Т.23, No 5/6 (1997)
- Вєркін Борис Ієремійович, Т.25, No 8/9 (1999), Т.35, No 8/9 (2009), Т. 45, No 8,9 (2019)
- Єременко Віктор Валентинович, Т.28, No 7 (2002), Т. 38, No 7,9 (2012), Т.43, No 8 (2017)
- Боровик Євген Станіславович, Т.31, No 3/4 (2005)
- Прихотько Антоніна Федорівна, Т.33, No 2/3 (2007)
- Звягін Анатолій Іларіонович, Т.33, No 11 (2007), Т.43, No 11 (2017)
- Косевич Арнольд Маркович, Т.34, No 7 (2008)
- Смоленський Георгій Анатолійович, Т.36, No 6 (2010)
- Бар'яхтар Віктор Григорович, Т.36, No 8/9 (2010), Т.46, No 8 (2020)
- Кулик Ігор Орестович, Т.36, No 10/11 (2010)
- Девід Шенберг, Т.37, No 1 (2011)
- Піщанський Валентин Григорович, Т.37, No 9/10 (2011)
- Канер Еммануїл Айзикович, Т.37, No 11 (2011)
- Савченко Олена Володимирівна, Т.38, No 8 (2012)
- Межов-Деглін Леонід Павлович, Т.38, No 11 (2012)
- Янсон Ігор Кіндратович, Т.39, No 3 (2013)
- Галкін Олександр Олександрович, Т.40, No 7 (2014)
- Локтєв Вадим Михайлович, Т.41, No 5 (2015)
- Свєчкарьов Ігор Вадимович, Т.41, No 12 (2015)
- Толпиго Кирило Борисович, Т.42, No 5 (2016)
- Гнатченко Сергій Леонідович, Т.43, No 5 (2017)
- Омельянчук Олександр Миколайович, Т.43, No 7 (2017)
- Дмитренко Ігор Михайлович, Т.44, No 3 (2018)
- Абрикосов Олексій Олексійович, Т.44, No 6 (2018)
- Нацик Василь Дмитрович, Т.44, No 9 (2018)
- Рудавський Едуард Якович, Т.44, No 10 (2018)
- Адаменко Ігор Миколайович,Т.44, No 10 (2018)
- Кріве Ілля Валентинович, Т.44, No 12 (2018)
- Стржемечний Михайло Олексійович, Т.46, No 3 (2020)
- Каганов Мойсей Ісакович, T.47, No 7-9 (2021)
- Азбель Марк Якович, Т. 48 № 5-6 (2022)

## Редакційна колегія
Станом на 31 липня 2022, редакційна колегія журналу налічує 30 осіб, а консультаційна рада — 12 осіб із 6 країн світу.

### Основний склад
- Ю. Г. Найдюк (головний редактор)
- О. С. Бакай
- М. М. Богдан
- Р. В. Вовк
- М. І. Глущук (редактор електронної версії)
- Г. Є. Гречнєв
- О. В. Долбін (відповідальний секретар)
- A. Jezowski (Wroclaw, Poland)
- А. А. Звягін
- Г. В. Камарчук
- В. О. Карачевцев
- Yu. S. Kivshar (Canberra, Australia )
- О. С. Ковалев (заст. гол. редактора)
- Ю. О. Колесніченко (заст. гол. редактора)
- В.С. Курносов
- В. Д. Нацик
- К.Е. Нємченко
- О. М. Омельянчук
- П. П. Паль-Валь
- Л. А. Пастур
- Ю.Г. Пашкевич
- Е. Я. Рудавський
- J.M. van Ruitenbeek (Leiden, The Netherlands)
- О. В. Савченко
- В. А. Сіренко
- В. В. Славін
- С. С. Соколов (заст. гол. редактора)
- В. Д. Філь
- М. Ф. Харченко
- С. І. Шевченко
- С.М. Шевченко
- В. О. Ямпольський

### Консультаційна рада[13]
- О. М. Габович (Київ, Україна)
- О.В. Добровольський (Франкфурт-на-Майні, Німеччина)
- А. Г. Загородній (Київ, Україна)
- С.А. Звягін (Дрезден, Німеччина)
- Б. О. Іванов (Київ, Україна)
- О.І. Кірічек (Оксфорд, Велика Британія)
- О.А. Кордюк (Київ, Україна)
- В. М. Локтєв (Київ, Україна)
- Г. Лонзарич (Кембридж, Велика Британія)
- В. Г. Піщанський (Харків, Україна)
- А. І. Попов (Рига, Латвія)
- Е. Я. Рудавський (Нью-Йорк, США)
- С. С. Саксена (Кембридж, Велика Британія)
- М. О. Стржемечний (Харків, Україна/Форт-Уерт, США)
- Р. І. Шехтер (Гетеборг, Швеція)
- А. Шевчик (Варшава, Польща)